# Aspidostemon antongilensis
Aspidostemon antongilensis är en lagerväxtart som beskrevs av Van der Werff. Aspidostemon antongilensis ingår i släktet Aspidostemon och familjen lagerväxter. Inga underarter finns listade i Catalogue of Life.